# Kurt Wimmer (Politiker)
Kurt Wimmer (* 28. Juni 1957 in Wien) ist ein österreichischer Politiker (SPÖ). Wimmer war von 1999 bis 2013 Bezirksvorsteher des 5. Wiener Gemeindebezirks Margareten.
Wimmer besuchte zwischen 1971 und 1976 eine Höhere technische Bundeslehranstalt und war danach von 1976 bis 1993 bei den Österreichischen Bundesbahnen in der Elektrobauleitung Wien beschäftigt. Danach war er von 1993 bis 1995 als Koordinator für Elektrobetriebstechnik in der Bundesbahn-Direktion Wien tätig, bevor er 1995 als Fahrleitungstechniker die Verantwortung für Technik und Design der österreichischen Fahrleitungsanlagen bei den ÖBB in dem Geschäftsbereich Energie übernahm.
Wimmer trat 1981 der SPÖ bei und war zudem von 1987 bis 1996 als fachkundiger Laienrichter am Arbeits- und Sozialgericht Wien tätig. 1994 wurde er zum Vorsitzenden der Sektion 6 der SPÖ Margareten gewählt, seit 1996 ist er zudem Mitglied des Vorstandes der SPÖ Margareten. Wimmer vertrat die SPÖ von 1997 bis 1999 als Bezirksrat in der Bezirksvertretung Margareten, am 16. Februar 1999 übernahm er das Amt des Bezirksvorstehers, welches er bis 19. März 2013 innehatte. 
Wimmer ist verheiratet und Vater einer Tochter.